# Strmica (Knin)
Strmica falu Horvátországban Šibenik-Knin megyében. Közigazgatásilag Kninhez tartozik.

## Fekvése
Knintől 16 km-re északkeletre, Dalmácia északi-középső részén, a Butižnica völgyében, közvetlenül a bosnyák határnál fekszik. Közúti határátkelő Bosznia-Hercegovina felé. Településrészei: Barovničin Breg, Crni Potoci, Bojanovac, Cerovac és Kurbalije, Draga Trivanova, Brijeg Matijašev, Brijeg Dronjkov, Orašje, Kubalijina Draga, Glavica Daničića, GlavicaMatasova, Glavica Bobareva, Sedište, Ševarine, Vranjkovac, Čolinovac, Kurucovac, Sepište Radoševo, Rt, Pod Točilom, Bošnjakuša, Komalić, Mizdrakovac és Granica.

## Története
Nevét a „strm” (meredek) melléknévből kapta, mivel két meredek hegy az Orlovica és a Derala között, a Butižnica termékeny völgyében fekszik. Első írásos említése Luxemburgi Zsigmond magyar király és a Velencei Köztársaság közötti határmegállapodás oklevelében történt 1433-ban. A török már tizenöt évvel később Bosznia meghódítása során elfoglalta és Kulinović bég birtoka lett. A török uralom idején is számos szerb család érkezett, főként a szomszédos Boszniából. 1715-ben felkelés tört ki itt a török uralom ellen, melyet a törökök levertek. A török-velencei határon való fekvése miatt határában több török és velencei őrtorony állt. A török elleni boszniai felkelés idején 1875 és 1878 között több mint tizenötezer menekült érkezett Knin, Dalmácia és Nyugat-Bosznia határvidékéről Plavno, Strmica , Golubić és Polača környékére. A településnek 1857-ben 1193, 1910-ben 1423 lakosa volt. Az első világháború után előbb a Szerb-Horvát-Szlovén Királyság, majd Jugoszlávia része lett. Érdekesség, hogy az 1930-as években az itteni parókián szolgált Momčilo Đujić csetnik vajda. 1991-ben csaknem teljes lakossága szerb nemzetiségű volt. Szerb lakói még ez évben csatlakoztak a Krajinai Szerb Köztársasághoz. A horvát hadsereg 1995 augusztusában a Vihar hadművelet során foglalta vissza a települést. Szerb lakói nagyrészt elmenekültek. A településnek 2011-ben 261 lakosa volt.

## Lakosság
| Lakosság változása | Lakosság változása | Lakosság változása | Lakosság változása | Lakosság változása | Lakosság változása | Lakosság változása | Lakosság változása | Lakosság változása | Lakosság változása | Lakosság változása | Lakosság változása | Lakosság változása | Lakosság változása | Lakosság változása | Lakosság változása |
| ------------------ | ------------------ | ------------------ | ------------------ | ------------------ | ------------------ | ------------------ | ------------------ | ------------------ | ------------------ | ------------------ | ------------------ | ------------------ | ------------------ | ------------------ | ------------------ |
| 1857               | 1869               | 1880               | 1890               | 1900               | 1910               | 1921               | 1931               | 1948               | 1953               | 1961               | 1971               | 1981               | 1991               | 2001               | 2011               |
| 1.193              | 1.392              | 1.005              | 1.179              | 1.313              | 1.423              | 1.313              | 1.472              | 1.730              | 1.833              | 1.793              | 1.557              | 1.280              | 1.334              | 268                | 261                |

## Nevezetességei
- Keresztelő Szent János tiszteletére szentelt szerb pravoszláv temploma[4] 1618-ban épült a középkori templom átépítésével, amelyet a 16. századi török okiratok említenek. A templom a falu központjában, a temetőben áll. Egyhajós hosszúkás épület, félköríves apszissal, keletelt tájolással. Kőből épült, kívül-belül végre vakolt épület. A templomhajó francia csempével, az apszis kőlappal burkolt. A főhomlokzatra egy oromfalas harangtorony épült két harang számára. A harangtornyot, ahogy az a templom oromzatának magasságában lévő harangtorony feliratán is szerepel 1816-ban építették Ivan Živković és Marko Matijaš építőmesterek. A templom főbejárata a harangtorony alatt van. A templom északi és déli falán egyszerű téglalap alakú ablak, az apszisfal tetején pedig egy kisebb téglalap alakú ablak található. A templomban a hajó eredetileg famennyezetes volt, az apszis pedig félkupolával volt fedve. Belül a padozat szabályos kőlapokkal van kirakva. A templom belsejében kórus található, amely falépcsőn közelíthető meg. A templom berendezése és ikonosztáza a 18. század végéről, illetve a 19. század elejéről származik. A temetőben a templom körül ma is láthatók jellegzetes középkori sírkövek.
- A Legszentebb Istenanya tiszteletére szentelt szerb pravoszláv temploma 1913-ban épült.